# لي بنوا
لي بنوا (بالإنجليزية: Lee Benoit)‏ هو موسيقي أمريكي، ولد في 14 يوليو 1959.